# Fjodor Braun
Fjodor Aleksandrovitj Braun (ryska: Фёдор Александрович Браун), född 1862, död 1942, var en rysk filolog och germanist.
Braun blev docent vid Sankt Petersburgs universitet 1888 och professor där 1900. Han blev en vägbrytare för moderna metoder inom språkundervisningen och var en framstående kännare av de germanska folkens språk och fornhistoria, även svensk. Han var president och sekreterare i Sankt Petersburgs nyfilologiska sällskap. År 1920 lämnade han Ryssland, sedan han under åratal med sina kamrater kämpat för universitetets bestånd, och begav sig till Tyskland, där han vid Leipzigs universitet habiliterat sig som lärare i germansk fornkunskap. Han invaldes som korresponderande ledamot av Vitterhets-, historie- och antikvitetsakademien 1920.